# 江連堯則
江連 堯則（えづれ あきのり／えづれ たかのり、天保2年9月（1831年10月） - 大正6年（1917年）7月）は、幕末の武士（幕臣）、明治時代の官僚。通称は真三郎、官職は加賀守、位階は従五位下。族籍は東京府士族。

## 経歴
江戸に生まれる。八王子千人頭を務めた原胤禄の三男で、原半左衛門の弟。畳奉行や書物奉行などを務めた江連茂堯の養子となる。
嘉永6年（1853年）の学問吟味で乙科に評され、洋書調所頭取、目付を経て外国奉行となる。元治元年（1864年）8月英・仏・米・蘭の四国艦隊下関砲撃事件や密貿易事件等で英、仏、米公使と折衝した。慶応4年4月5日（1868年4月27日）開成所頭取となるが1週間で役替となる。明治維新時、徳川家の静岡移封に際して静岡に移住し、静岡学問所の教授を務めた。
後に東京へ戻り、東京府本所区書記、東多摩・南豊島郡長を務めたほか、文部大臣官房や農商務大臣官房に勤務した。

## 家族
- 実父 - 原胤禄
- 養父 - 江連茂堯（小市右衛門）、生年不明 - 万延元年12月8日（1861年1月18日）[2]
  - 妻 - うた（榎本武揚の妹）
    - 長女 - きょう（二橋謙の妻）、元治元年6月（1864年7月）[7] -
    - 次男 - 瑳磨橘（従四位勲三等功四級海軍機関少将[8]）、慶応3年10月（1867年10月）[1] - 大正13年（1924年）3月12日[8]
    - 男 - 俊彦（鉄道技師）、明治5年2月7日（1872年3月15日）[9] -